# إريك كويل
إريك كويل (بالإنجليزية: Eric Quill)‏ هو لاعب كرة قدم أمريكي في مركز الوسط، ولد في 28 فبراير 1978 في ميسوري سيتي في الولايات المتحدة. لعب مع تامبا باي موتيني وسبورتينغ كانساس سيتي ونادي دالاس ونيويورك ريد بولز.

## وصلات خارجية
- إريك كويل على موقع الدوري الأمريكي (الإنجليزية)
- إريك كويل على موقع قاعدة بيانات كرة القدم.إي يو (الإنجليزية)
- إريك كويل على موقع عالم كرة القدم.نت (الإنجليزية)